# Cronquistianthus trianae
Cronquistianthus trianae es una especie de planta floral del género Cronquistianthus, tribu Eupatorieae, familia Asteraceae. Fue descrita científicamente por R.M.King & H.Rob.
Se distribuye por América del Sur: Colombia y Ecuador.